# Ruta del Queso Bregenzerwald

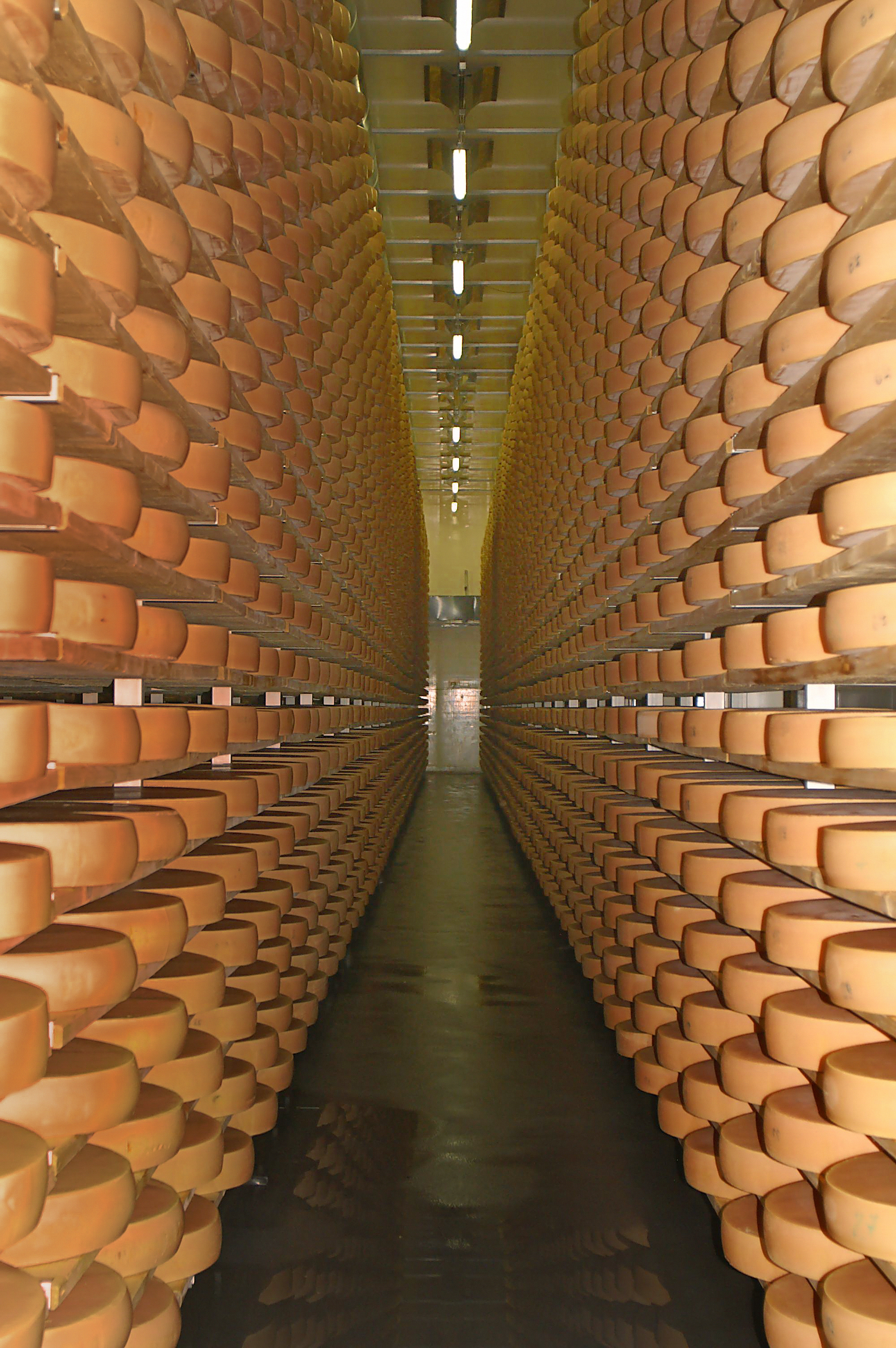

La región de recreo Käsestraße Bregenzerwald, (del alemán: Käse= Queso, Straße= Ruta o Calle) es una asociación de agricultores, posaderos, artesanos y empresas comerciales de la zona de Bregenzerwald, Austria. Todos los miembros y socios de la Käsestraße contribuyen a la conservación de la agricultura de Bregenzerwald y de sus productos locales. 

## Historia
El queso siempre ha sido un producto básico del Bregenzerwald. Mientras que la leche y los productos lácteos, es decir, sobre todo el queso de montaña elaborado con leche cruda de los pastizales alpinos y de las centrales lecheras de las aldeas, fueron durante siglos el alimento básico de la población de la zona, el queso se convirtió en poco tiempo en una importante materia prima de exportación, al igual que los productos para la confección de bordados, así como la industria maderera, que probablemente era uno de los productos de mayor importancia hasta hace muy poco tiempo.
En el siglo XIX, el monopolio comercial del negocio rentable y vital del queso estaba en manos de los famosos Condes del queso, que sabían cómo utilizar su monopolio a su favor. Famoso es, por ejemplo, Gallus Moosbrugger de Schnepfau, que transportaba y vendía el queso a todas las partes de la Monarquía del Danubio y por caminos de herradura todo el camino hasta Milán. En sus novelas, Franz Michael Felder describió la opresiva dependencia de los pequeños agricultores, en su mayoría pobres, y también luchó en la práctica contra ella con su propia cooperativa.
En mayo de 1998, los agricultores, lecheros y posadas de la región de Bregenzerwald unieron sus fuerzas con un motivo turístico. La Käsestraße muestra a los interesados la forma en que la leche se transforma en queso y cómo esto sucedía antiguamente en Vorarlberg. Sin embargo, la propia ruta del queso tuvo su origen como una asociación de ayuda mutua contra la posición de monopolio de los Condes del queso. Todos los miembros de la Ruta del Queso y sus socios se comprometen a preservar el paisaje y los productos locales.
Otras instituciones de la industria láctea de Bregenzerwald son las lecherías de queso y las escuelas de quesos, la quesería de Andelsbuch, la quesería de Bregenzerwald en Lingenau, los productos de suero de leche comercializados a través de tiendas en línea o la lechería de Hittisau.

## Ruta
La Käsestraße Bregenzerwald comienza en Bregenz y se extiende a lo largo de la carretera Bregenzerwaldstraße L 200 a través de todos los pueblos y las localidades alpinas conectadas. La leche obtenida, separada en leche de vaca, cabra y oveja (principalmente leche cruda de vaca), se transporta a la carretera por medio de un teleférico de transporte o una carretilla de mano o coche, donde un camión cisterna de leche recoge la leche. La leche se lleva a una quesería cerca de Hittisau, donde comienza la producción de queso. En el Bregenzerwald se ha practicado durante siglos una gestión de los pastos en tres etapas.